# Langholmen (Kvinnherad)
Ne doit pas être confondu avec Langholmen.
Langholmen, est une île dans le landskap Sunnhordland du comté de Vestland. Elle appartient administrativement à Kvinnherad.

## Géographie
Rocheuse et couverte d'une légère végétation, à fleur d'eau, elle s'étend sur environ 207 m de longueur pour une largeur approximative de 48 m.